# Mohsen Rezai

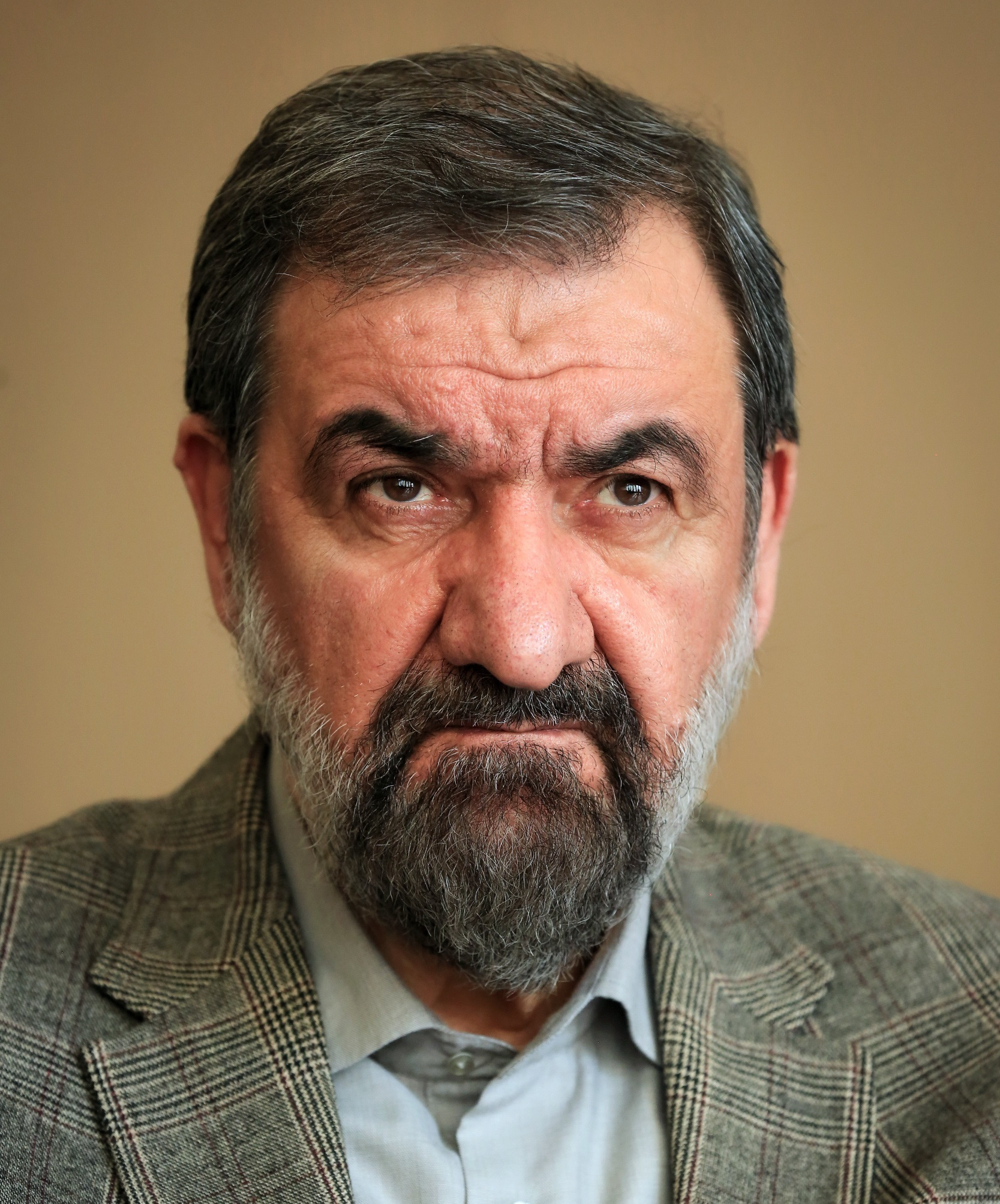
Mohsen Rezai (2020)

Mohsen Rezai Mirgha'id (persisch محسن رضایی میرقائد; * 1954 in Masdsched Soleyman, Provinz Chuzestan) ist ein iranischer General und Politiker. Von 1981 bis 1997 war er Führer der iranischen Revolutionsgarde (Pasdaran) und ist seit 1997 Mitglied im Schlichtungsrat. Rezai gilt ähnlich wie Ali Laridschani als gemäßigter Konservativer und ist Angehöriger der Partei Widerstandsfront des islamischen Iran.

## Leben
Mohsen Rezai gehört zur Volksgruppe der Bachtiaren und spricht neben Persisch fließend Arabisch. Wie Mohammad Bagher Zolghadr ein ranghoher Kommandeur der Pasdaran im Ersten Golfkrieg und somit auch der Basidschi, wurde er von der Vereinigung der Mütter der Kindersoldaten beschuldigt, für den Tod Tausender Jugendlicher verantwortlich zu sein. Eine Anklage vor Gericht wurde abgewiesen, auch weil der heutige Revolutionsführer Ali Chamene’i damals Oberkommandierender der Streitkräfte war.
Rezai baute als Kommandeur der Revolutionsgarde deren Geheimdienst auf und ist Mitbegründer der Hisbollah im Libanon.
Interpol hält einen internationalen Haftbefehl gegenüber Rezai aufrecht, da er beschuldigt wird, ein Auftraggeber für die Hisbollah am bislang schwersten Attentat in der argentinischen Geschichte zu sein. Am 18. Juli 1994 wurden bei dem Anschlag auf die AMIA (Asociación Mutual Israelita Argentina, etwa „Israelitisch-Argentinischer Verein auf Gegenseitigkeit“) genannte Sozialkasse der jüdischen Argentinier 85 Menschen getötet und mehr als 300 verletzt. Mehr als 30 Jahre nach dem Bombenanschlag kündigte die Staatsanwaltschaft in Argentinien im Jahr 2025 an, Rezai und weiteren flüchtigen Verdächtigen den Prozess zu machen, denn durch ein neues Gesetz sei es in Argentinien möglich, Strafverfahren gegen Angeklagte in Abwesenheit zu führen.
2005 bewarb er sich für die Präsidentenwahl, zog jedoch unmittelbar vor ihr seine Kandidatur zurück. Ende April 2009 gab er seine Kandidatur für die Präsidentschaftswahlen 2009 bekannt. In einem Interview mit der Süddeutschen Zeitung vom 10. Mai 2009 bezeichnete Rezai die Politik Mahmud Ahmadineschads als „Weg direkt in den Abgrund“ und sagte: „So wie Ahmadineschād redet, wurde aus unserer revolutionären Außenpolitik eine abenteuerliche Veranstaltung für Hasardeure. Etwa wenn er sagt, dass der Holocaust nicht stattgefunden habe.“ Auf die Frage, ob er als Präsident auf die Grußbotschaft von US-Präsident Barack Obama geantwortet hätte, antwortete Rezai: „Ich halte den Kurswechsel der US-Außenpolitik für glaubwürdig.“

## Zitat
„Das amerikanische Reich schwebt zwischen dem Leben und Tod. Wenn Amerika einige der Länder verliert, die es unterjocht und geplündert hat, gibt es Chaos in Amerika. […] Amerika scheint so groß, aber tatsächlich ist es wie ein Papiertiger.“